# 千葉クロスカントリー大会
千葉クロスカントリー大会（ちばクロスカントリーたいかい）は、毎年2月に千葉市の昭和の森公園で開催されるクロスカントリー大会である。主催は日本陸上競技連盟。国際的な評価が高いクロスカントリー大会とされるIAAFパーミット大会の1戦であり、大会は世界クロスカントリー選手権の日本代表選手選考会を兼ねて実施されていた。
前身は1962年に創設されて1965年までの間、例年1月に千葉市検見川および習志野市の会場で開催されていた全国断郊競走大会である。1966年に全日本クロスカントリー大会へ改組となり、第1回大会が2月に奈良公園を会場として開催された。翌年以降は隔年交替で東京大学検見川総合運動場と奈良公園が会場として使用された。1987年の第22回大会以降は日本人選手に加えて外国人選手が招待されるようになり、会場も奈良公園と検見川総合運動場に替えて昭和の森公園へと変更された。1989年第24回大会から千葉国際クロスカントリー大会へと改称された。
中長距離種目の日本国内有力選手や外国人選手を招いて開催され、丘陵地に設けられた公園内の起伏を生かした1周約3000メートルのコースを周回して競技が実施される。直径0.5メートル程度の丸太が障害物として2ヶ所に設置され、幅員は最狭5メートル以下となる走路が細かく曲折する。陸上競技場で開催されるトラックレースと異なり、芝または土が大半を占める細かなうねりを伴った不整地および自然の傾斜への対応が要求される。2012年第47回大会よりコース設定が変更された。
2016年大会は全国中学生クロスカントリー選手権大会との併催となり、国際の名称も消滅される。世界大学クロスカントリー選手権大会の日本代表選考会を兼ねて実施された。
2017年大会は各種目ともに距離が大幅に変更された。それに伴い、世界クロスカントリー選手権大会の日本代表選手選考会ではなくなった。

## 実施種目
- 一般男子 - 20km・10km・5km
- 一般女子 - 20km・10km・5km
- ジュニア - 男子10km・5km、女子5km
- 中学生 - 男女3km（全国中学生クロスカントリー選手権大会）
- 小学生 - 男女1.5km

## 歴代優勝者
1987年第22回大会以降の男子12000mおよび女子6000mの歴代優勝者記録である。
|    | 年   | 男子                         | 記録           | 女子                     | 記録           |
| -- | ---- | ---------------------------- | -------------- | ------------------------ | -------------- |
| 22 | 1987 | 米重修一                     | 35分17秒       | ジャクリーン・パーキンス | 19分45秒       |
| 23 | 1988 | アンドリュー・ロイド         | 35分03秒       | キャロリン・シュワロー   | 21分19秒       |
| 24 | 1989 | アルトゥーロ・バリオス       | 34分28秒       | キャロリン・シュワロー   | 19分33秒       |
| 25 | 1990 | ブラヒム・ブタイブ           | 34分04秒       | キャロリン・シュワロー   | 19分01秒       |
| 26 | 1991 | アディス・アベベ             | 34分39秒       | デラルツ・ツル           | 19分36秒       |
| 27 | 1992 | トーマス・オサノ             | 35分03秒       | デリラ・アシアゴ         | 19分24秒       |
| 28 | 1993 | マティアス・ヌタウリクラ     | 36分01秒       | ビクトリア・ネナーシェワ | 20分04秒       |
| 29 | 1994 | ゲルト・タイス               | 35分35秒       | ナデジダ・ガリアモア     | 19分25秒       |
| 30 | 1995 | ダニエル・ジェンガ           | 35分32秒       | ツドリタ・キドウ         | 19分17秒       |
| 31 | 1996 | ブラッド・バーキス           | 36分37秒       | ユリア・ネグラ           | 20分05秒       |
| 32 | 1997 | マティアス・ヌタウリクラ     | 35分50秒       | テグラ・ロルーペ         | 19分55秒       |
| 33 | 1998 | ジュリアス・ギタヒ           | 36分32秒       | サリー・バルソシオ       | 20分37秒       |
| 34 | 1999 | ジュリアス・キプト           | 35分14秒       | テグラ・ロルーペ         | 26分00秒       |
| 35 | 2000 | セルゲイ・レベド             | 35分38秒       | 市川良子                 | 26分53秒       |
| 36 | 2001 | サムエル・カビル             | 23分33秒       | ユリア・オルテアヌ       | 19分26秒       |
| 37 | 2002 | クレイグ・モットラム         | 35分29秒       | ベニータ・ジョンソン     | 25分43秒       |
| 38 | 2003 | リカルド・リバス             | 36分27秒       | ベニータ・ジョンソン     | 26分09秒       |
| 39 | 2004 | サムエル・ワンジル           | 35分04秒       | ベニータ・ジョンソン     | 18分38秒       |
| 40 | 2005 | サムエル・ワンジル           | 34分54秒       | 山中美和子               | 20分01秒       |
| 41 | 2006 | ライアン・ホール             | 35分22秒       | サラ・ホール             | 19分12秒       |
| 42 | 2007 | ジョセフ・ギタウ             | 35分05秒       | アナリア・ローザ         | 19分15秒       |
| 43 | 2008 | アルン・ジョロゲ・ブグワ     | 35分27秒       | ルーシー・ワゴイ         | 19分50秒       |
| 44 | 2009 | ビタン・カロキ               | 34分40秒       | 清水裕子                 | 19分38秒       |
| 45 | 2010 | ビタン・カロキ               | 34分52秒       | 勝又美咲                 | 19分39秒       |
| 46 | 2011 | ビタン・カロキ               | 33分58秒       | 新谷仁美                 | 25分53秒       |
| 47 | 2012 | チャールズ・ディランゴ       | 34分59秒       | スーサン・ワイリム       | 26分41秒       |
| 48 | 2013 | チャールズ・ディランゴ       | 35分01秒       | ローズメリー・ワンジル   | 26分08秒       |
| 49 | 2014 | 大雪のため中止               | 大雪のため中止 | 大雪のため中止           | 大雪のため中止 |
| 50 | 2015 | チャールズ・ディランゴ (KEN) | 36:14          | ズー・バックマン (AUS)   | 28:37          |

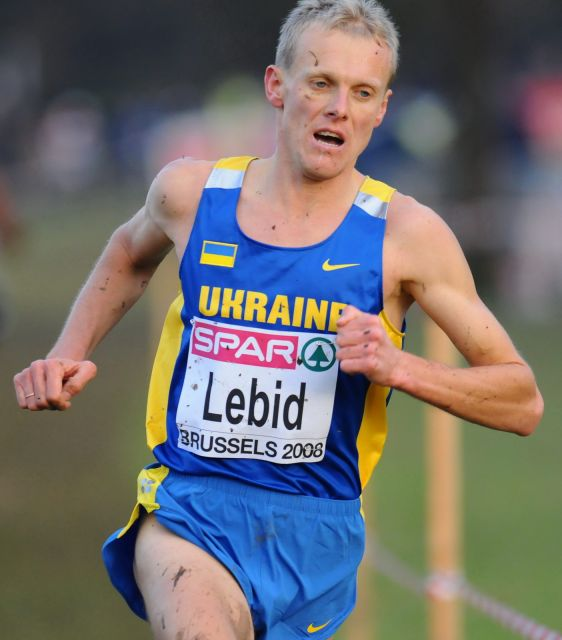
セルゲイ・レベド

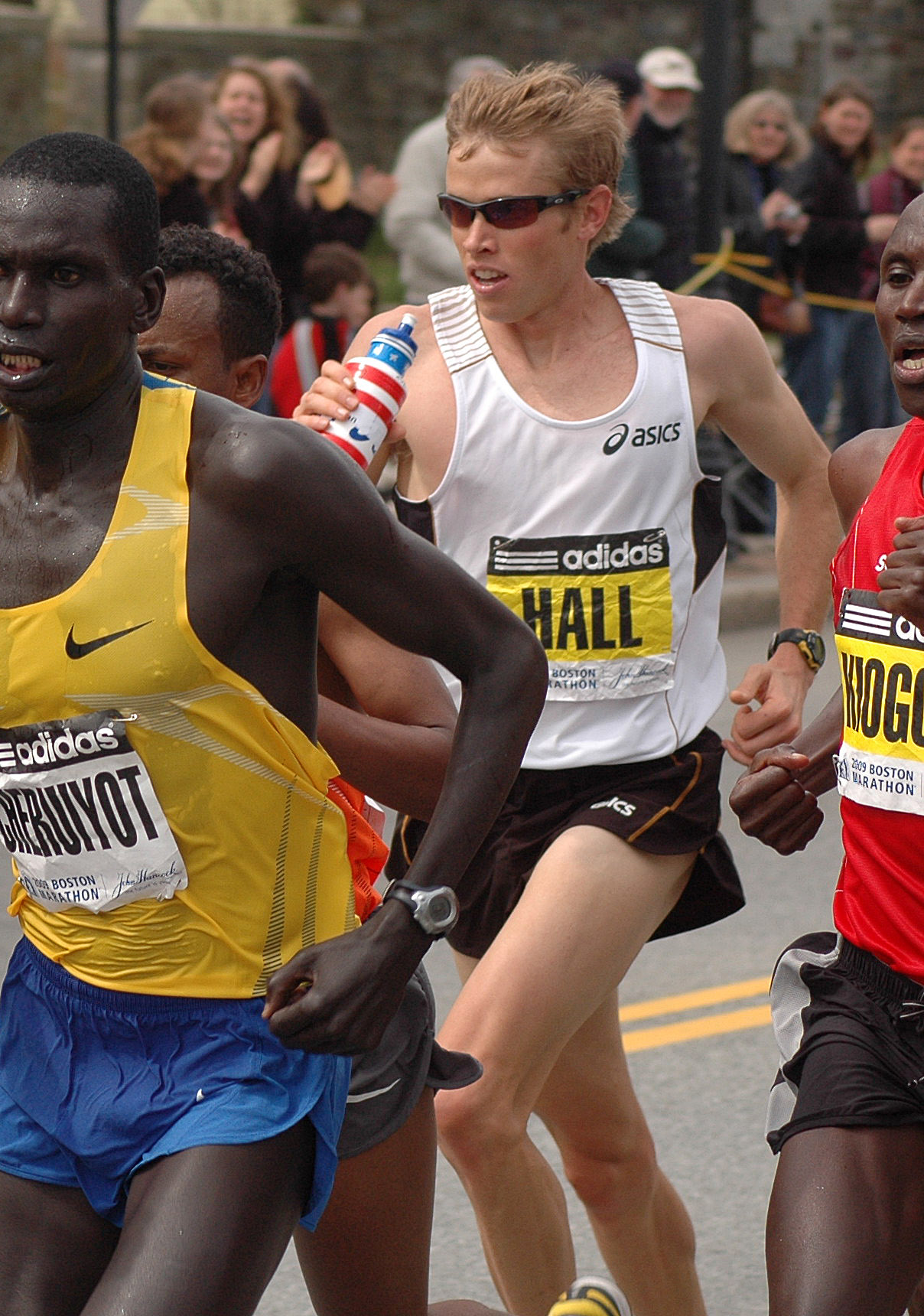
ライアン・ホール

      第30回大会と第32回大会はアジアクロスカントリー選手権を兼ねて開催
      8000mのコースで開催